# Черепа 3
«Черепа 3» (англ. The Skulls III) — американский триллер 2004 года, снятый режиссёром Джеем Малзом Дэвисом.

## Сюжет
Тэйлор Брукс — молодая девушка, которая всю жизнь пытается доказать, что она — лучшая. Тэйлор учится в престижном колледже, и её нынешняя цель — тайная организация «Черепа», которая может дать ей всё, навсегда решив её проблемы и развеять тревоги относительно будущего. Многие мужчины из семьи Тэйлор были членами организации. Состоит в ней и отец девушки, а её брат погиб во время церемонии посвящения. Тэйлор полна решимости попасть туда, и у неё это получается — девушка становится первой женщиной, попавшей в «Черепа».
«Черепа» богаты и обеспечены. Они имеют связи везде, во всех слоях власти и общества. И только когда девушка узнаёт, что многие были против её вступления, начинают происходить страшные вещи, и теперь Тэйлор грозит опасность: убит её друг, и полиция подозревает Тэйлор в убийстве. Теперь, девушка должна спасаться не только от полиции, но и от братьев по ордену, подставивших её.

## В ролях
| Актёр          | Роль             |
| -------------- | ---------------- |
| Клэр Крамер    | Тэйлор Брукс     |
| Брайс Джонсон  | Роджер Ллойд     |
| Барри Боствик  | Нэйтан Ллойд     |
| Стив Браун     | Брайан Келли     |
| Карл Пранер    | Мартин Брукс     |
| Дин МакДермотт | Детектив Стэйнор |
| Мария Дэл Мар  | Детектив Валдьес |
| Лэн Карьё      | Декан Лоутон     |
| Брук Д’Орсей   | Вероника Бэлл    |
| Шон Сайпс      | Итан Роулингс    |
| Крис Трасселл  | Конрад           |

## Интересные факты
- В сценах, когда Тейлор не носит свои часы, можно заметить отсутствие шрама. Также, когда она набирает 911, она не нажимает кнопку «Вызвать», поэтому непонятно, когда служба спасения узнала о происходящем.[1]
- Слоган картины: «Blackmail, lies, murder…How far will she go to fit in?»[2]
- Съёмки фильма проходили со 2 ноября 2002 по январь 2003 года[3] в Торонто, Онтарио в Канаде.[4]
- У фильма есть две номинации за 2005 год:[5]

DVD Exclusive Awards: Лучшая актриса второго плана — Брук Д’Орси
Golden Reel Award: Лучший монтаж звука — Нельсон Феррейра, Роб Бертола, Кевин Бэнкс и Майк Уэлкер

## Музыка
В фильме звучали песни:
- «Commit» — Little John
- «That’s What The Thrill Really Is (instrumental version)» — G Tom Mac
- «B4 It’s 2 1 8» — Boomkat
- «Feel Something» — SKG Music
- «Everything’s Changing» — Christi Bacuerle feat. Mike Galaxy Promotions
- «I Want You» — Little John
- «Statue» — Adam Cohen
- «That’s What The Thrill Really Is» (instrumental version) — Jennifer Grais